# Zosteropidae

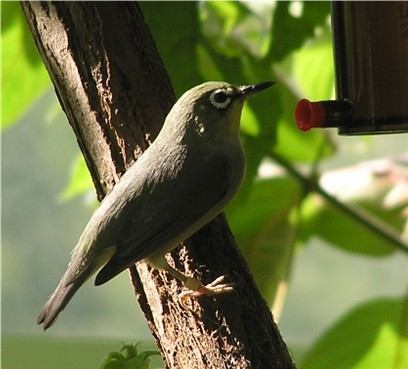
Zosterops palpebrosus

Los zosterópidos (Zosteropidae), del griego antiguo zoster que significa cinturón y ops que significa ojo. denominados comúnmente anteojitos u ojiblancos, son una discutida familia de pequeñas aves paseriformes.   Casi todas las aves de esta familia tienen un círculo blanco alrededor de los ojos.Son nativas de áreas tropicales de África, sur de Asia y Australasia. También habitan en la mayoría de las islas de los océanos Índico y Pacífico (aunque no en las más alejadas de la Polinesia[cita requerida]).
Muchas especies de anteojitos son endémicas de una sola isla, y las especies de espalda castaña solo existen en isla, pero algunas tienen una distribución muy amplia. Zosterops lateralis colonizó naturalmente desde 1855 Nueva Zelanda, donde en maorí es llamada Tauhau (“extraña”).

## Descripción
Las aves de este grupo tienen en su mayoría una apariencia muy similar, dado que el plumaje dorsal es de colores apagados como verde oliváceo, pero algunas especies tienen la garganta, el pecho o las partes inferiores de color blanco o amarillo brillante, y varias tienen flancos de color anteado. Pero como lo indica el nombre científico Zosterops, derivado del griego antiguo ‘ojo rodeado’, alrededor de los ojos de muchas especies hay un anillo blanco notorio. Tienen alas redondeadas y patas fuertes. Las dimensiones alcanzan hasta 15 cm de largo.
Todas las especies de ojiblancos son sociables, formando grandes bandadas que solo se separan al acercarse la temporada reproductiva. Construyen nidos en árboles y ponen de 2 a 4 huevos azul pálidos sin manchas. Zosterops lateralis puede ser un problema en los viñedos de Australia, debido a que al picar las uvas permiten luego infección o ataque de insectos.

## Sistemática
Durante mucho tiempo los anteojitos han sido considerados separados en la familia Zosteropidae porque son bastante homogéneos en morfologías y ecologías, y presentan muy poca radiación adaptativa y divergencia.
El género Apalopteron, antes ubicado en Meliphagidae, fue transferido al grupo de los anteojitos debido a las pruebas genéticas [cita requerida]. Su apariencia difiere mucho de los anteojitos típicos, Zosterops, pero se aproxima por algunos taxones de Micronesia; su patrón de colores es ciertamente único, salvo la aureola blanca imperfecta de los ojos. 
En 2003 Alice Cibois publicó los resultados de sus estudios de datos de secuencias nucleotídicas del ADNmt citocrome b
y de ARNr 12S/16S. De acuerdo con sus resultados, los ojiblancos probablemente formaran un clado que también contendría a las Yuhinas, las cuales hasta entonces eran ubicadas en Timaliidae, una familia que servía como almacén para ubicar desechos (wasterbin taxon). Estudios moleculares previos (por ejemplo Sibley & Ahlquist 1990, Barker et al. 2002) junto con evidencia morfológica habían ubicado tentativamente ya a los ojiblancos como los parientes más próximos de los Timaliidae. Pero quedaban algunas interrogantes, principalmente porque los ojiblancos son todos pájaros muy similares en aspecto y comportamiento, mientras que los Timaliidae son muy diversos (porque, como se conoce ahora, el grupo era entonces definido como polifilético).
Los límites del clado de los ojiblancos y las yuhinas (y posiblemente otros Timaliidae también combinados) se vuelven indiscernibles con respecto a los “verdaderos” Timaliidae. Por lo tanto, la opinión actual (principios de 2007) tiende hacia fusionar el grupo dentro de los Timaliidae, quizá como una subfamilia ("Zosteropinae"). Sin embargo, pocos ojiblancos han sido estudiados exhaustivamente con los nuevos resultados en mente, y casi todos ellos son de Zosterops, género que incluso en este momento parece ser tan diverso como para merecer dividirse en más de un género (over-lumped). También, muchos Timalidae no tienen resueltas sus relaciones de parentesco. El que este grupo pueda ser claramente delimitado en una subfamilia, o incluso en una familia joven o emergente es una interrogante que requiere un estudio más abarcador tanto de este grupo como de Timaliidae para dilucidarse (Jønsson & Fjeldså 2006).
Por ejemplo, una revisión de las yuhinas y del género Stachyris (Cibois et al. 2002), basada en los mismos genes que Cibois (2003) reveló que las especies filipinas ubicadas en el último género por algunos eran en realidad yuhinas. Sin embargo, cuando fue publicada la revisión de Jønsson & Fjeldså (2006), ningún estudio había tratado de proponer una filogenia para las yuhinas de nueva definición con la inclusión de los ojiblancos.  Por esta razón, Jønsson & Fjeldså (2006) dan una filogenia bastante desconcertante para el grupo. Parece ser como si las yuhinas fueran polifiléticas, con Yuhina diademata estando más cercana al ancestro de los ojiblancos Zosterops que a las otras yuhinas, incluyendo las especies de Stachyris (Cibois et al. 2002).

## Filogenia
- Género Speirops
  - Speirops brunneus - anteojitos de Fernando Póo;
  - Speirops leucophoeus - anteojitos plateado;
  - Speirops lugubris - anteojitos de Santo Tomé;
  - Speirops melanocephalus - anteojitos del Camerún;

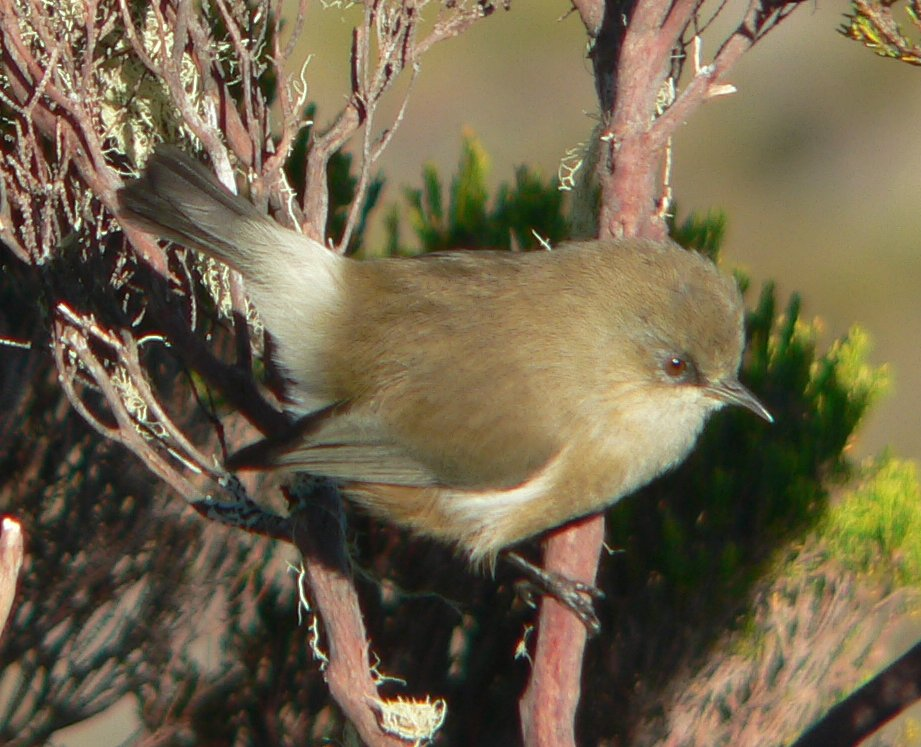
Anteojitos de las Mascareñas
Zosterops borbonicus borbonicus

- Género Zosterops  - anteojitos u ojiblancos típicos (90 especies, 3 recientemente extintas)

- Género Rukia- ojiblancos de las Carolinas orientales;
  - Rukia longirostra  - anteojitos piquilargo;
  - Rukia ruki - anteojitos de la Truk;

- Género Cleptornis
  - Cleptornis marchei  - anteojitos dorado;

- Género Tephrozosterops
  - Tephrozosterops stalkeri  - anteojitos bicolor;

- Género Lophozosterops
  - Lophozosterops dohertyi - anteojitos crestado;
  - Lophozosterops goodfellowi - anteojitos enmascarado;
  - Lophozosterops javanicus  - anteojitos de Java;
  - Lophozosterops pinaiae - anteojitos cabecigrís;
  - Lophozosterops squamiceps  - anteojitos cabecirrayado;
  - Lophozosterops superciliaris - anteojitos cejiamarillo;

- Género Oculocincta
  - Oculocincta squamifrons - anteojitos pigmeo;

- Género Heleia
  - Heleia crassirostris - anteojitos picogordo;
  - Heleia muelleri - anteojitos de Timor;

- Género Chlorocharis
  - Chlorocharis emiliae - anteojitos ojinegro;

- Género Woodfordia
  - Woodfordia lacertosa - anteojitos de Sanford;
  - Woodfordia superciliosa - anteojitos de Woodford;

- Género Megazosterops
  - Megazosterops palauensis - anteojitos de las Palaos;

- Género Hypocryptadius
  - Hypocryptadius cinnamomeus - anteojitos canelo;

- Género Apalopteron - anteojitos de las Bonin

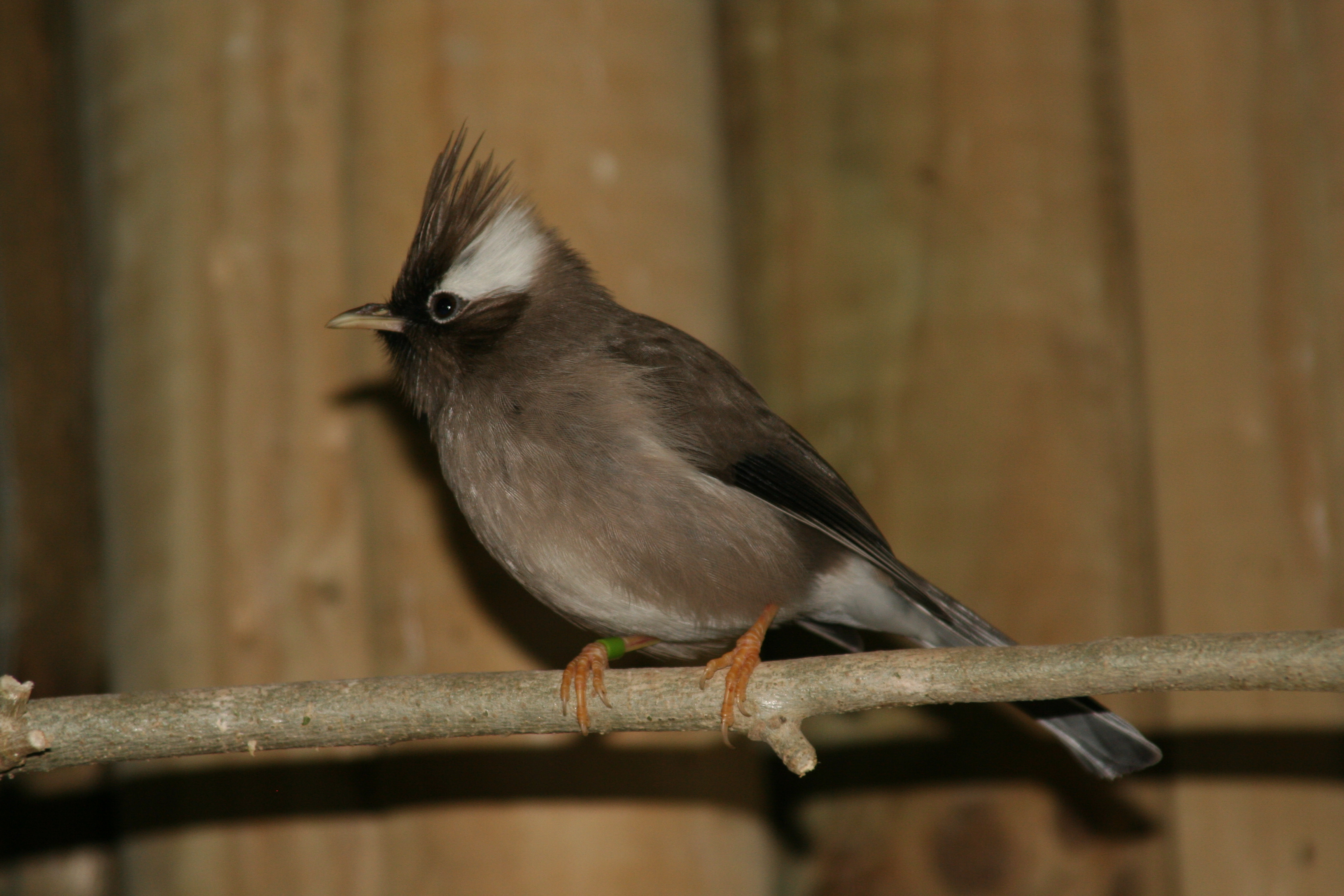
Yuhina bakeri, un pariente cercano de los ojiblancos.

- Género Yuhina - yuhinas (11 especies)

- Género Dasycrotapha – antes en Stachyris; 
  - Dasycrotapha speciosa - timalí frentigualdo;
  - Dasycrotapha plateni - timalí de Mindanao;
  - Dasycrotapha pygmaea - timalí pigmeo;

- Género Sterrhoptilus – antes en Stachyris; 
  - Sterrhoptilus dennistouni - timalí coronidorado;
  - Sterrhoptilus nigrocapitatus - timalí coroninegro;
  - Sterrhoptilus capitalis - timalí mitrado;

- Género Zosterornis
  - Zosterornis hypogrammicus - timalí de Palawan;
  - Zosterornis latistriatus - timalí rayado;
  - Zosterornis nigrorum - timalí de la Negros;
  - Zosterornis striatus - timalí estriado;
  - Zosterornis whiteheadi - timalí de Whitehead.